# Ravine du Butor
La ravine du Butor est une ravine de l'île de La Réunion, un département et région d'outre-mer français de l'océan Indien. Le cours d'eau auquel elle sert de lit prend sa source au-dessus de la forêt de La Providence et s'écoule du sud-sud-ouest vers le nord-nord-est sur le territoire de la commune de Saint-Denis, une commune de La Réunion qui est aussi son chef-lieu.

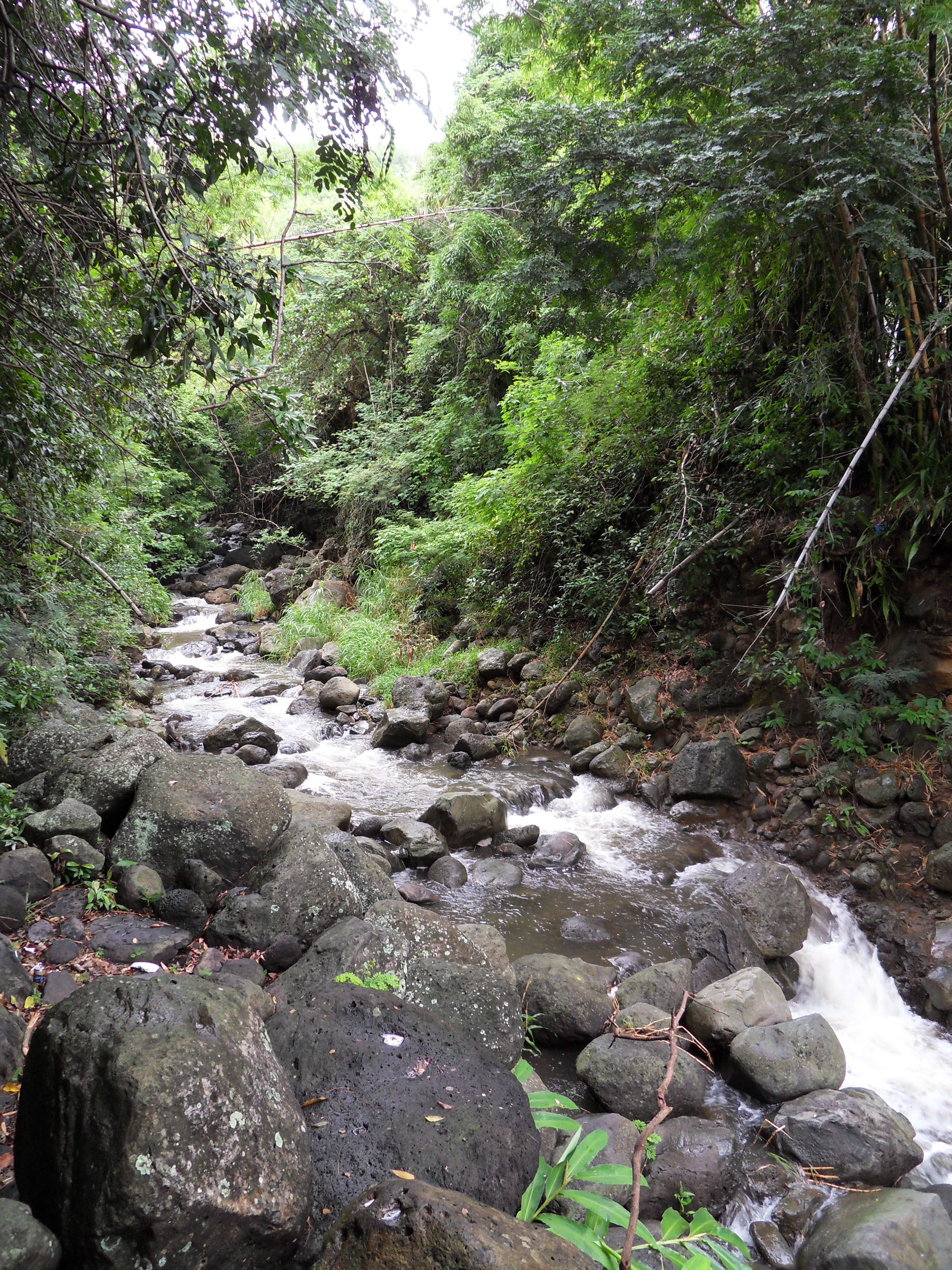
La ravine du Butor dans la forêt de La Providence.